# Heuzert
Heuzert ist eine Ortsgemeinde im Westerwaldkreis in Rheinland-Pfalz. Die landwirtschaftlich strukturierte Wohngemeinde gehört der Verbandsgemeinde Hachenburg an.

## Geographische Lage
Die 320 m hoch liegende Gemeinde liegt im Westerwald zwischen Limburg an der Lahn und Siegen, an der Großen Nister im Natur- und Landschaftsschutzgebiet Kroppacher Schweiz. Im Norden des Ortes liegt Heimborn und die Mühle Lützelau, im Westen Astert, im Süden Marzhausen und im Westen Kroppach. Das Gebiet der Gemarkung umfasst 213 ha.

## Geschichte
Es entstand wahrscheinlich als Rodungsdorf im 10. Jahrhundert. 1268 wurde Heuzert erstmals in einer Urkunde als Hutcenrothe erwähnt. Bemerkenswert für Heuzeroth ist die Anzahl der ehemaligen Mühlen. Erstmals wird im Jahr 1346 eine Mühle genannt, die mindestens bis zum Ende des 16. Jahrhunderts bestand und Bannmühle für mehrere Nachbarorte war. Im 19. Jahrhundert wurden neben den Mahl- auch zwei Öl- und Knochenmühlen in Betrieb genommen. 1819 wird an der Gemarkungsgrenze zwischen Heuzert und Astert eine Ziegelei genannt. Auch hatte die Abtei Marienstatt in Heuzert einen Hof. 1579 hatte Heuzert fünf und 1793 zehn Häuser.
Das Dorf Heuzert gehörte zum Kirchspiel Kroppach und landesherrlich zur Grafschaft Sayn. Die Einwohner wurden nach der Einführung der Reformation in der Grafschaft Sayn lutherisch und später reformiert. Nach der Landesteilung der Grafschaft Sayn im 17. Jahrhundert gehörte Heuzert zur Grafschaft Sayn-Hachenburg. 1799 kam die Grafschaft auf dem Erbweg an die Fürsten von Nassau-Weilburg. Im Zusammenhang mit der Bildung des Rheinbundes kam die Region und damit auch Heuzert 1806 an das neu errichtete Herzogtum Nassau. Unter der nassauischen Verwaltung war Heuzert dem Amt Hachenburg zugeordnet.
Nach der Annexion des Herzogtums Nassau, kam der Ort 1866 an das Königreich Preußen und gehörte von 1868 an zur Provinz Hessen-Nassau und zum Oberwesterwaldkreis. Seit 1946 ist Heuzert Teil des Landes Rheinland-Pfalz.
Kulturdenkmäler
Siehe Liste der Kulturdenkmäler in Heuzert
Bevölkerungsentwicklung
Die Entwicklung der Einwohnerzahl von Heuzert, die Werte von 1871 bis 1987 beruhen auf Volkszählungen:
| Jahr | Einwohner        |
| 1579 | 5 Häuser         |
| 1624 | 4 Feuerstätten   |
| 1669 | 7 Räuche         |
| 1714 | 14 Mann, 1 Witwe |
| 1760 | 62               |
| 1815 | 85               |
| 1835 | 117              |
| 1871 | 93               |

| Jahr | Einwohner |
| 1905 | 104       |
| 1939 | 157       |
| 1950 | 169       |
| 1961 | 134       |
| 1970 | 152       |
| 1987 | 163       |
| 2005 | 141       |

## Politik

### Bürgermeister
Tristan Geißler ist seit 2024 Ortsbürgermeister von Heuzert.
Sein Vorgänger war Manfred Schneider seit September 2018.
Bis zu Schneiders Wahl war das Amt vorübergehend vakant, da sein Vorgänger Holger Alhäuser aus der Gemeinde weggezogen war.

### Wappen
| Wappen von Heuzert | Blasonierung: „Durch eine silberne Leiste schräglinks geteilt von Rot und Blau; vorne ein wachsender blaubewehrter und -gezungter goldener Löwe, hinten drei achtspeichige goldene Mühlräder, nach dem Schildrand gelegt.“ |
| Wappen von Heuzert | Wappenbegründung: Der Löwe ist der Sayner Löwe, der auf die ehemalige landesherrliche Zugehörigkeit zur Grafschaft Sayn verweist, die Mühlräder symbolisieren die einst um Heuzert gelegenen Wassermühlen.                 |

## Kultur und Sehenswürdigkeiten
Zu den Sehenswürdigkeiten gehören einige erhaltene Bauernhäuser des 18. Jahrhunderts und der Marienstätter Hof. Er befindet sich in der nördlichen Ortslage und wurde erstmals 1500 urkundlich erwähnt. Der der Abtei Marienstatt gehörende Hof wurde bis 1713 an verschiedene Pächter vergeben. 1713 wurde es an den Pächter der Heuzerter Mühle, den Müller Röder verkauft, der es 1725 neu aufbaute. Im 19. Jahrhundert erwarb es der damalige Müller Leonhardt.
Die Heuzerter Mühle befindet sich am nördlichen Ortsrand an der Großen Nister; diese Mühle wurde erstmals 1346 genannt. Graf Johann von Sayn und seine Frau schenkten die Mühle der Abtei Marienstatt, die die Mühle ständig auf Zeit verpachtete; hier waren die Dörfer im Umkreis Mahlgäste. Nach der Säkularisation der Abtei Marienstatt ging sie in den Besitz des Herzogtums Nassau über; später wurde die Mühle an privat verkauft. Heute erzeugt sie elektrischen Strom.
500 m nordöstlich des Ortes befindet sich eine alte Bruchsteinbrücke aus dem 19. Jahrhundert. Sie diente auch als „Kirchweg“ der „Oberbächer“ (Limbach, Streithausen, Atzelgift und Luckenbach) und als Wirtschaftsweg nach Heimborn, Lützelau und Mörsbach. 250 m südöstlich des Ortes befand sich die ehemalige Haßlocher Mühle, eine Walkmühle, von der heute nur noch ein Wassergraben und auffällige Bodenformen zeugt. Auch der Flurname „In der Walkmühle“ erinnert noch an den Standort.

## Verkehr
Südlich des Ortes verläuft die B 414 die von Hohenroth nach Hachenburg führt. Die nächsten Autobahnanschlussstellen sind in Siegen, Wilnsdorf und Herborn an der A 45 Dortmund–Gießen. Der nächstgelegene ICE-Halt ist der Bahnhof Montabaur an der Schnellfahrstrecke Köln–Rhein/Main.